# Китайська м'якотіла черепаха
Китайська м'якотіла черепаха (Pelodiscus sinensis) — вид черепах з роду Далекосхідні черепахи родини Трикігтеві черепахи

## Опис
Максимальна довжина карапакса близько 40 см (маса до 4,5 кг). У молодих особин панцир округлий, вкритий зверху поздовжніми рядками дрібних горбиків, що зливаються потім у валики. У дорослих черепах панцир сплощуєтся, набуваючи яйцеподібної форми, гладкий.
Зверху черепаха забарвлена у зеленувато—сірий або зеленувато—бурий колір з дрібними жовтими плямами. Черево має жовтувате забарвлення.

## Спосіб життя
Полюбляє річки, віддаючи перевагу добре ділянкам, що добре прогріваються з повільною течією, стариці та озера. Вилазить на берег, але далеко від води не йде. Активна вдень та вночі. У гарну погоду виходить з води грітися і може годинами лежати на березі, зазвичай не більше ніж у 1,5-2 м від води. У спеку може злегка закопуватися у вологий пісок або повертатися до води. При небезпеці швидко йде у водойму і закопується на дні. Полюють частіше у сутінках й вночі.
Харчується рибою, ракоподібними, комахами, хробаками, молюсками. Здобич підстерігає, зарившись на дні і виставивши лише голову. Вельми агресивна.
На зимівлю йде наприкінці серпня — напочатку жовтня. Зимує, зарившись у мул, на дні великих річок або у теплих ямах великих озер. Після зимівлі у квітні—першій половині червня. На сушу виходять, коли вода і прибережний ґрунт прогріються до температури 16°С.
Статева зрілість настає на 6—7 рік життя. Період парування проходить з травня по серпень. Самиця, вибравши добре місце на піщаному березі, що добре прогрівся, недалеко від води, задніми лапами риє округлу ямку глибиною 15—20 см та діаметром у нижній частині 8—10 см, куди відкладає 18—75 яєць. Яйця у кублі лежать компактно купкою або розділені піском на 2—3 шари. За сезон самка може мати 2—3 кладки загальною кількістю до 150 яєць. Яйця вкриті білою вапняною шкаралупою, мають округлу форму діаметром близько 20 мм й вагою 5 г.
Молоді черепахи з'являються через 45—60 діб. Вони мають панцир довжиною близько 3 см, знизу забарвлені у яскраво—помаранчевий колір. Дуже рухливі, швидко бігають, плавають, пірнають й добре закопуються у пісок.
Головними факторами зниження чисельності є літні паводки, що вимивають кладки яєць; винищення кладок ссавцями (єнотовидним собакою, лисицею, борсуком, кабаном) та птахами (воронами); прямий та непрямий вплив людини.

## Розповсюдження
Мешкає у східному, центральному та південному Китаю, півночі В'єтнаму, у Кореї, Японії, Хабаровському та Приморському краях (Російська Федерація), на о.Гуам і Гавайських островах.